# Portoscuso
Portoscuso (en sard, Portescusi) és un municipi italià, situat a la regió de Sardenya i a la província de Sardenya del Sud. L'any 2004 tenia 5.361 habitants. Es troba a la regió de Sulcis-Iglesiente. Limita amb els municipis de Carbonia, Gonnesa i San Giovanni Suergiu.

## Administració
| Període | Identitat     | Partit        |
| ------- | ------------- | ------------- |
| 2005-   | Adriano Puddu | Llista Cívica |